# Caspar Peucer

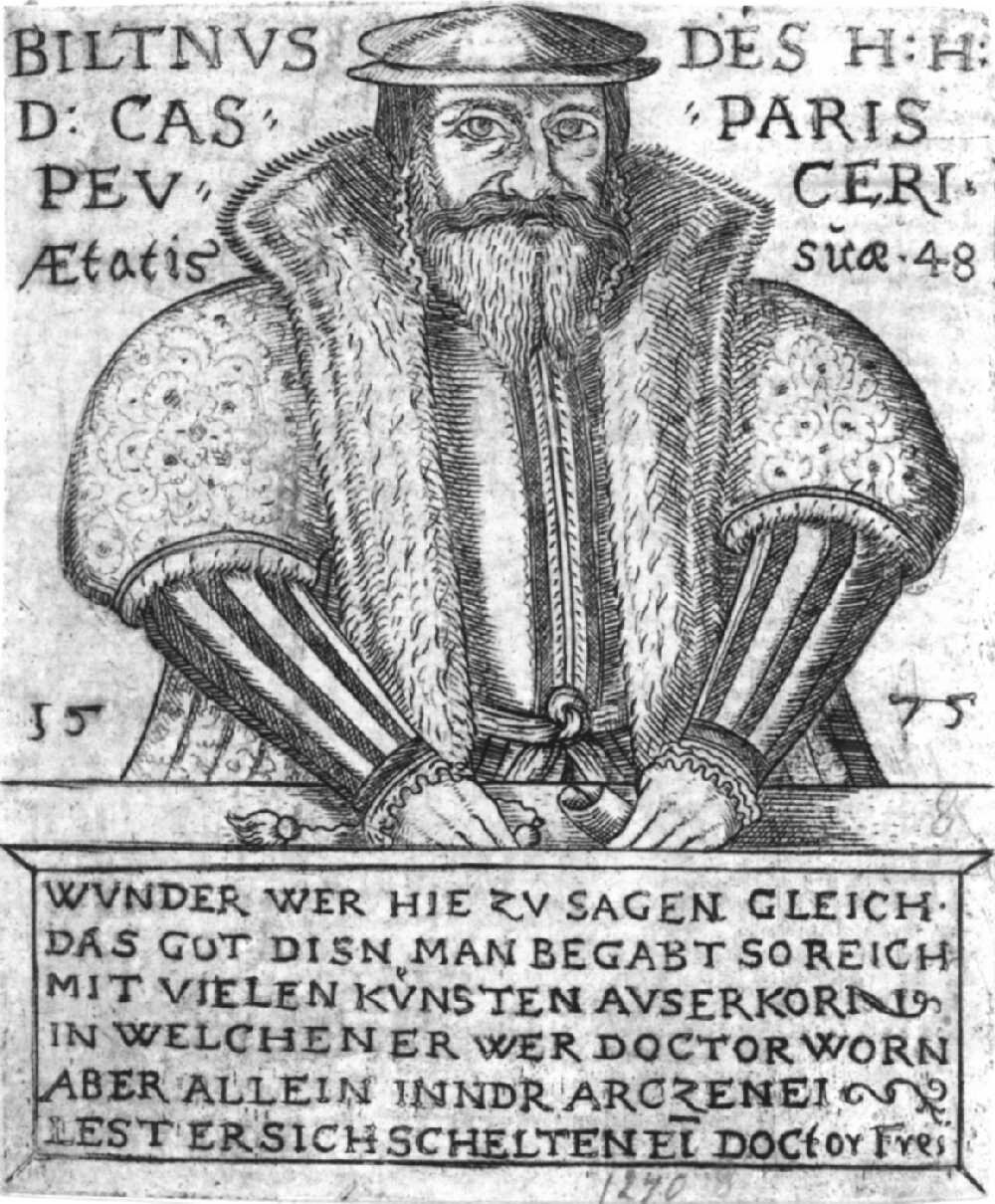
Caspar Peucer

Caspar Peucer także Kaspar Peucer lub Peucker (ur. 6 stycznia 1525 r. w Budziszynie; zm. 25 września 1602 r. w Dessau) – Górnołużyczanin, protestancki reformator kościelny, matematyk, astronom, medyk, dyplomata i pisarz, przedstawiciel humanizmu.

## Życiorys
Był synem Grzegorza (Gregora) Peucera (ur. 12 marca 1497 r, zm. 25 lutego 1560 r.) i Ottilie z domu Simon (zm. 5 maja 1540 r). Peucer naukę zaczął już za młodu uczęszczając do budziszyńskiej szkoły miejskiej i robił tam zadziwiające postępy w nauce. Został więc wysłany do gimnazjum w Złotoryi. Tam nauki pobierał pod okiem Valentina Friedlanda. W 1540 r. trafił na uczelnię w Wittenberdze, gdzie był goszczony przez Filipa Melanchtona. Ukończył szkołę wstępną i immatrykulował się 26 marca 1543 r. na uniwersytecie w Wittenberdze za czasów rektora Kaspara Crucigera.
Peucer przede wszystkim studiował nauki przyrodnicze u takich sław jak Erasmus Reinhold, Jakub Milicki i Jerzy Joachim Retyk. W wolnych chwilach korzystał również z wykładów literatury antycznej, historii oraz z filozofii i teologii. W efekcie 1 września 1545 r. był już magistrem siedmiu sztuk wyzwolonych, opanowując trivium i quadrivium. Docelowo myślał o ukończeniu studiów medycznych. Na skutek wojny szmalkaldzkiej musiał przenieść się na uczelnię we Frankfurcie nad Odrą. Jednak już w następnym roku powrócił do Wittenbergi i został przyjęty do grona nauczycieli wydziału filozoficznego.
2 czerwca 1550 r. ożenił się z Magdaleną (ur. 19 lipca 1531 r. w Wittenberdze, zm. 12 września 1576 r. tamże), córką Melanchtona. W 1552 r. przeniósł się na uniwersytet w Lipsku, gdzie podjął studia medyczne pod kierunkiem Jakuba Milickiego. 27 czerwca 1752 w Wittenberdze uzyskał licencjat z medycyny.
Od 1554 r. Peucer wykładał matematykę. Napisał pracę z geodezji (De dimensione terrae, 1550) oraz z podstaw astronomii (Elementa doctrinae de circulis coelestibus, 1551). 30 stycznia 1560 r. został doktorem medycyny. Za tym poszedł awans na profesora medycyny (wykładowcę) oraz od letniego semestru na rektora uniwersytetu wittenberskiego.
Peucer zajmował się porządkowaniem i zabezpieczeniem spuścizny po zmarłym Melanchtonie. Opublikował różne listy i przemowy Melanchtona. Dokończył zaczęte przez niego Chronicon Carionis oraz teologiczne rozważania dotyczące obrządku mszalnego w Corpus Doctrinae Philippicum. W toku dysput religijnych Peucer stał się przywódcą tzw. melanchtonistów. Przeciwnikami tej grupy byli gnezjoluteranie (niem. Gnesiolutheraner).
Od 1563 r. Peucer utrzymywał regularne kontakty z dworem saskim. W efekcie w 1566 r. otrzymał dziedziczny tytuł szlachecki od Maximiliana II Habsburga. Od 1570 r. był osobistym lekarzem elektora Augusta Wettyna. Oprócz tego w 1571 r. dostał zatrudnienie w urzędzie patentowym u księcia Adolfa.
Jeszcze w 1571 r. Peucer przyczynił się do opracowania i publikacji nowego katechizmu na wydziale teologicznym uniwersytetu w Wittenberdze. Jako kościelny i polityczny przywódca melanchtonistów był atakowany przez ortodoksyjnych luteranów, którzy uważali go za krypto-kalwinistę. W związku z wydarzeniami nocy św. Bartłomieja w 1572 r. Saksonia zmieniła swoją politykę wobec kalwinistów, którzy zostali uznani za wrogów publicznych. Ponieważ Peucer obstawał przy swoich poglądach, w 1574 r., wraz z rodziną, został zamknięty w więziennej wieży w Rochlitz. Lata 1576–1586 spędził w areszcie twierdzy Pleißenburg położonej w systemie obronnym Lipska. Z pobytu w areszcie Peucer sporządził chronologiczne notatki, opublikowane już po jego śmierci jako Historia Carcerum. Stanowią one świadectwo warunków w jakich w owym czasie odbywano karę więzienia, opisanych z punktu widzenia więźnia. Oprócz pamiętnika Peucer przygotował Idyllium Patria zawierające dystychy łaciną sławiące jego ojczyznę – Łużyce Górne.
Dopiero za sprawą Agnes Hedwig von Anhalt został wypuszczony na wolność i mianowany lekarzem dworu anhaltskiego w Dessau. Tę funkcję pełnił aż do śmierci.

## Dzieła (wybór)

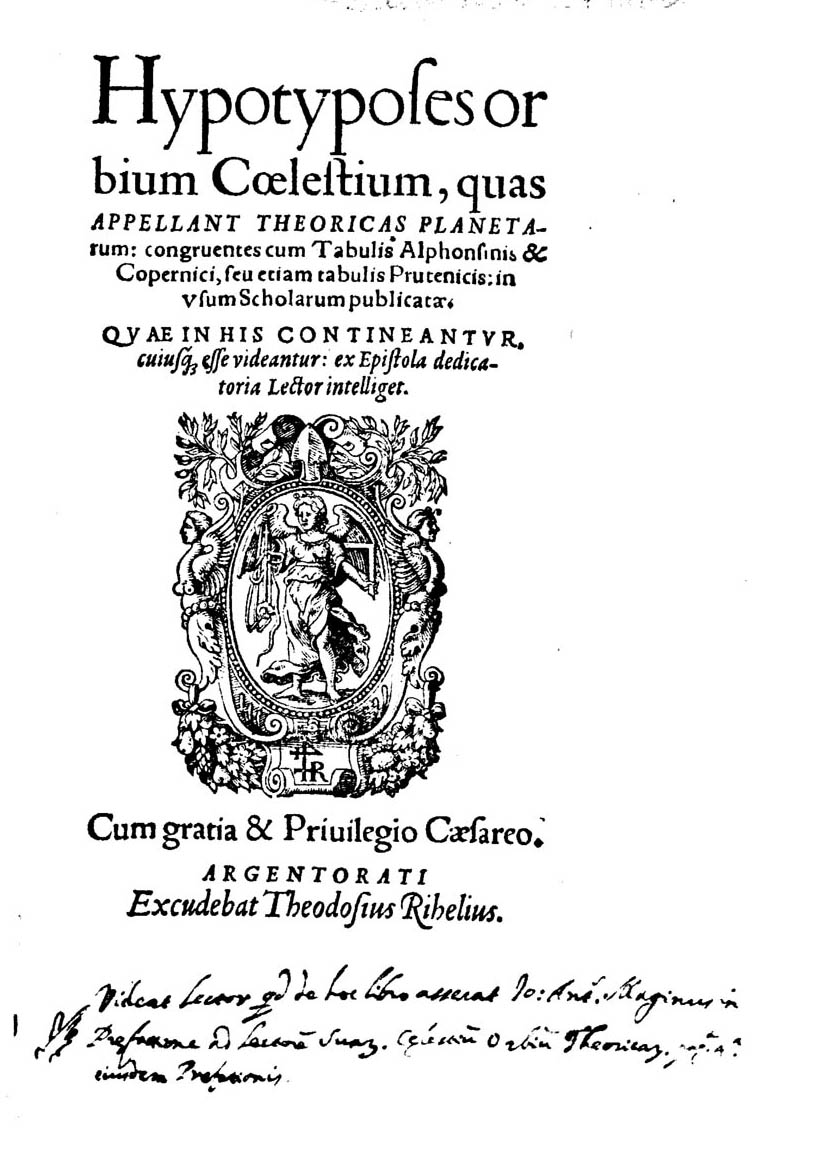
Hypotyposes orbium coelestium, 1568

- Tractatus historicus de Ph. Melanchthonis sententia de controversia coenae Domini. 1553 (druk 1596). (łac.). Brak numerów stron w książce
- Commentarius de praecipuis divinationum generibus. 1553. (łac.). Brak numerów stron w książce
- Elementa doctrinae de circulis coelestibus. 1553. (łac.). Brak numerów stron w książce
- Corpus Doctrinae Philippicum. 1560. (łac.). Brak numerów stron w książce
- Opera Melan. 1562–65. (łac.). Brak numerów stron w książce
- Epistolae. 1565. (łac.). Brak numerów stron w książce
- Idyllion de Lusatia. 1583 (przedruk 1594). (łac.). Brak numerów stron w książce